# Där norrskenet flammar
Där norrskenet flammar är en svensk dokumentärfilm från 1923 i regi av  Ragnar Westfelt. Filmen skildrar en familj i Finnmarken och premiärvisades den 24 september på biografen Eriksberg i Stockholm.